# Haldodderi, Sira
Haldodderi là một làng thuộc tehsil Sira, huyện Tumkur, bang Karnataka, Ấn Độ.